# Listă de porecle ale statelor SUA
- Această pagină este o listă de porecle ale statelor componente ale Statelor Unite ale Americii.

| Stat                 | Nume de alint |
| -------------------- | --- |
| Alabama              | - Camellia State - Cotton State - Heart of Dixie - Yellowhammer State                                                                       |
| Alaska               | - Great Land - Last Frontier - Land of the Midnight Sun - Mainland State                                                                    |
| Arizona              | - Apache State - Copper State - Grand Canyon State                                                                                          |
| Arkansas             | - Bear State - Land of Opportunity - Natural State - Wonder State                                                                           |
| California           | - Grape State - El Dorado State - Golden State - Golden West - Land of Milk and Honey                                                       |
| Colorado             | - Centennial State - Last Frontier - Last Old West State - Mile High State - Mountain State - Rocky Mountain State - Switzerland of America |
| Connecticut          | - Arsenal of the Nation - Constitution State - Nutmeg State                                                                                 |
| Delaware             | - Diamond State - First State - Land of Tax-Free Shopping - Small Wonder                                                                    |
| District of Columbia | - The Federal City - The District |
| Florida              | - Everglade State - God's Waiting Room - America's Wang - Orange State - Sunshine State                                                     |
| Georgia              | - Empire State of the South - Peach State                                                                                                   |
| Hawaii               | - Aloha State - Pineapple State - Rainbow State                                                                                             |
| Idaho                | - Gem State |
| Illinois             | - Land of Lincoln - Prairie State - Rainy State                                                                                             |
| Indiana              | - Crossroads of America - Hoosier State - Hospitality State                                                                                 |
| Iowa                 | - Tall Corn State - Hawkeye State |
| Kansas               | - Cyclone State - Jayhawk State - Sunflower State - Bleeding Kansas - Wheat State                                                           |
| Kentucky             | - Bluegrass State |
| Michigan             | - Bayou State - Child of the Mississippi - Creole State - Pelican State - Sportsman's Paradise - Sugar State                                |
| Maine                | - Down East - Pine Tree State - Vacationland                                                                                                |
| Maryland             | - Cockade State - Free State - Monumental State - Old Line State - Terrapin State                                                           |
| Massachusetts        | - Bay State - Colony State - Old Colony - The Spirit of America                                                                             |
| Michigan             | - Great Lakes State - Mitten State - Winter Water Wonderland - Wolverine State                                                              |
| Minnesota            | - Gopher State - Land of 10,000 Lakes - North Star State                                                                                    |
| Mississippi          | - Hospitality State - Magnolia State |
| Missouri             | - Bullion State - Cave State - Gateway State - Lead State - Ozark State - Show Me State                                                     |
| Montana              | - Big Sky Country - The Last Best Place - Treasure State                                                                                    |
| Nebraska             | - Beef State - Cornhusker State |
| Nevada               | - Battle-Born State - Sagebrush State - Silver State                                                                                        |
| New Hampshire        | - Granite State - Mother of Rivers - White Mountain State - Switzerland of America                                                          |
| New Jersey           | - Garden State |
| New Mexico           | - The Colorful State - The Land of Enchantment                                                                                              |
| New York             | - Empire State |
| Carolina de Nord     | - Old North State - Tar Heel State - Turpentine State                                                                                       |
| Dakota de Nord       | - Flickertail State - Peace Garden State - Rough Rider State - Sioux State                                                                  |
| Ohio                 | - Buckeye State - Mother of Modern Presidents                                                                                               |
| Oklahoma             | - Land of the Red Man - Sooner State |
| Oregon               | - Beaver State - Union State |
| Pennsylvania         | - Keystone State - Independence State - Quaker State                                                                                        |
| Rhode Island         | - Little Rhody - Ocean State - Plantation State                                                                                             |
| Carolina de Sud      | - Palmetto State |
| Dakota de Sud        | - Coyote State - Mount Rushmore State - Sunshine State - Land of Infinite Variety                                                           |
| Tennessee            | - Butternut State - Volunteer State |
| Texas                | - Lone Star State |
| Utah                 | - Beehive State |
| Vermont              | - Green Mountain State |
| Virginia             | - Mother of Presidents - Old Dominion |
| Washington           | - Evergreen State - State of Love and Trust                                                                                                 |
| Virginia de Vest     | - Mountain State - Panhandle State |
| Wisconsin            | - America's Dairyland - Badger State - Cheese State                                                                                         |
| Wyoming              | - Cowboy State - Equality State - Park State                                                                                                |